# Piotr Badmaev
Piotr Aleksándrovich Badmaev o Piotr Badmayev, nacido Zhamsaran (en ruso: Пётр Александрович Бадмаев: 1850 - 29 de julio de 1920 ), fue un médico y figura política del Imperio Ruso. Era de etnia buriatia originario de Buriatia. Desempeñó un papel importante en la introducción de la medicina tibetana en la Rusia imperial y también participó activamente en la política a finales del siglo XIX y principios del XX.

## Primeros años de vida
Badmaev provenía de una familia budista y su hermano mayor era Aleksander Badmaev, un doctor en medicina tibetana cuyas habilidades impresionaron tanto a Alejandro II que el zar le permitió practicar en San Petersburgo. Pedro se convirtió a la ortodoxia después de convertirse en ahijado de Alejandro III y formarse como orientalista y médico. Se desempeñó durante muchos años en el departamento de Asia del Ministerio de Relaciones Exteriores del Imperio Ruso. Luego trabajó como médico desde 1875 hasta el final de su vida. Entre sus pacientes se encontraban miembros de la familia real. 
El hermano mayor de Badmaev, Sultim, tenía una farmacia en San Petersburgo; invitó a su hermano menor a la ciudad después de graduarse del Gimnasio Ruso en Irkutsk. En San Petersburgo estudió en la Academia Militar y en la Facultad Oriental de la Universidad de San Petersburgo, sin graduarse en ninguna de las dos. En cambio, comenzó a hacerse un espacio en las clases sociales altas de la ciudad. Se casó con una mujer rica, Nadezhda Vasilievna, alrededor de 1872 y fundó una clínica de gran éxito. El misticismo y la cosmovisión tibetana estaban de moda en las capas altas de la sociedad rusa en ese momento, y Badmaev tradujo el Gyushi tibetano. 
Se desempeñó como asesor en el escritorio asiático del Ministerio de Relaciones Exteriores de Rusia  en 1873 y se convirtió en una figura muy conocida de la mano de Rusia en el Gran Juego. Estableció una casa comercial en Chitá como tapadera para los espías. Propuso armar a los mongoles como preludio para una conquista rusa de Mongolia, el Tíbet y China.  Su plan no fue bien recibido por el zar Alejandro, pero Badmaev persistió, visitó Mongolia y el Tíbet y vendió sus ideas a varias personas poderosas en Rusia, como, el príncipe Uhtomskii.
Badmaev publicó el primer periódico impreso en mongol traducido como Luz en el Lejano Oriente. Inició una escuela a finales de siglo. Uno de sus alumnos fue Gombojab Tsybikov.
En 1912 el monje Iliodor se escondió en su casa durante una semana. Entre sus pacientes se encontraban los metropolitanos de Moscú y Kiev y Aleksándr Protopópov, el último ministro del Interior antes de la caída de los Romanov en 1917. Según Félix Yusúpov, se dice que Grigori Rasputin le dio drogas al zarévich Alekséi de Rusia y a sus padres, suministradas por Badmaev.
Rasputín apodaba a Badmaev como "el chino astuto" porque además de médico era un hombre de negocios. Intentó persuadir al zar y a otros nobles de financiar su proyecto de una conquista rusa del Tíbet y Mongolia, pero no recibió ayuda.